# Liste der Biografien/Brub
Liste der Biografien |
Portal Biografien |
Personensuche
# |
A |
B |
C |
D |
E |
F |
G |
H |
I |
J |
K |
L |
M |
N |
O |
P |
Q |
R |
S |
T |
U |
V |
W |
X |
Y |
Z |
?
 
Ba |
Be |
Bd |
Bg |
Bh |
Bi |
Bj |
Bl |
Bm |
Bn |
Bo |
Br |
Bs |
Bu |
Bw |
By |
Bz
 
Bra |
Brc |
Brd |
Bre |
Brg |
Bri |
Brj |
Brk |
Brl |
Brn |
Bro |
Brp–Brt |
Bru |
Brv |
Bry |
Brz
 
Brua |
Brub |
Bruc |
Brud |
Brue |
Bruf |
Brug |
Bruh |
Brui |
Bruj |
Bruk |
Brul |
Brum |
Brun |
Brup |
Brur |
Brus |
Brut |
Bruu |
Bruv |
Bruw |
Brux |
Bruy |
Bruz
Die Liste der Biografien führt alle Personen auf, die in der deutschsprachigen Wikipedia einen Artikel haben. Dieses ist eine Teilliste mit 13 Einträgen von Personen, deren Namen mit den Buchstaben „Brub“ beginnt.

## Brub

### Bruba
- Brübach, Tristan (1984–1998), deutsches Mordopfer
- Brübach, Wilhelm (1909–2003), deutscher Politiker (SPD), MdL
- Brubaker, Carter (* 2003), US-amerikanischer Nordischer Kombinierer
- Brubaker, Ed (* 1966), US-amerikanischer Comicautor und -zeichner
- Brubaker, Jeff (* 1958), US-amerikanischer Eishockeyspieler und -trainer
- Brubaker, Robert (* 1963), US-amerikanischer Opernsänger (Tenor)
- Brubaker, Rogers (* 1956), US-amerikanischer Soziologe
- Brubaker, Sarah Jane, US-amerikanische Soziologin und Hochschullehrerin

### Brube
- Brubeck, Chris (* 1952), amerikanischer Musiker und Komponist
- Brubeck, Dan (* 1955), amerikanischer Jazzmusiker (Schlagzeug)
- Brubeck, Darius (* 1947), US-amerikanischer Jazzmusiker und Hochschullehrer
- Brubeck, Dave (1920–2012), US-amerikanischer Jazzpianist, Komponist und BandleaderDave Brubeck (1920–2012)

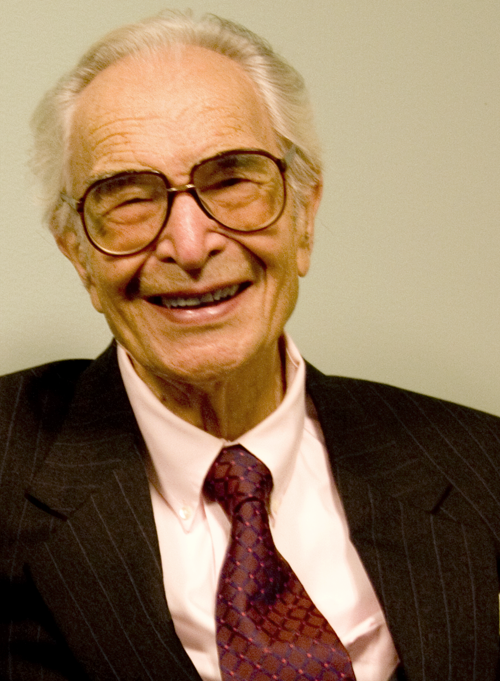
Dave Brubeck (1920–2012)

- Brubeck, Howard (1916–1993), US-amerikanischer Komponist